# Omate TrueSmart
Omate TrueSmart — устройство в виде наручных часов от компании Omate.

## История
Средства на проект были собраны через краудфандинговый сайт Kickstarter. Вместо необходимых $100,000 было собрано $1,032,352

## Характеристики
- Экран: 1.54" TFT дисплей, 240 × 240 пикселей
- Процессор: Двухъядерный ARM Cortex-A7 — 1.3 GHz
- Память: 4 GB (поддерживает SD)
- Операционная система: Android 4.2 с Omate UI 2.0
- Беспроводная связь: Bluetooth 4.0
- Датчики: Акселерометр и гироскоп
- Батарея: 600 мАч
- Водонепроницаемость: IP 67
- Размеры (ДхШхТ): 45х45х14